# ترشی بلغاری
ترشی بلغاری یکی از انواع ترشی های خوشمزه است که با مواد متنوعی تهیه می شود. ترشی بلغاری که در زبان محلی به عنوان تورشیا (Turshia) شناخته می شود، یکی از اصلی ترین چاشنی در غذاهای بلغاری است. سبزیجات این ترشی که به‌طور سنتی در شیشه‌های بزرگ تهیه می‌شوند، ترکیبی لذت‌بخش از تردی، ترشی، تندی و ادویه‌های معطر را ارائه می‌کنند. این ترشی به دلیل طعم و مزه ترش و شیرین خود، به عنوان یک چاشنی عالی برای انواع غذاها، به ویژه انواع کباب ها و جوجه کباب ها، مورد استفاده قرار می گیرد.

## تاریخچه ترشی بلغاری
سنت درست کردن ترشی بلغاری به دوران باستان بازمی گردد. سبزیجات ترشی روشی محبوب برای نگهداری غذا در ماه‌های زمستان بود، زمانی که محصولات تازه کمیاب بود. در طول قرن ها، دستور العمل های ترشی بلغاری تکامل یافته است، اما اصول اولیه یکسان باقی مانده است. این نوع ترشی در بسیاری از غذاهای منطقه بالکان و خاورمیانه تهیه می شود. ترشی که به طور سنتی به عنوان سالاد زمستانی سرو می شود و تردی و اسیدیته کاملی را به هر وعده غذایی پخته شده اضافه می کند.

## مواد مورد استفاده در ترشی بلغاری
از جمله سبزیجاتی که در تهیه ترشی مورد استفاده قرار می گیرد شامل فلفل دلمه قرمز، فلفل دلمه سبز، هویج، گل کلم، گوجه سبز، کلم ساووی، برگ و ساقه کرفس است. مواد طعم دهنده ترشی نیز شامل آب جوشیده سرد، نمک، سرکه، روغن زیتون، سرکه، شکر قهوه ای، برگ بو و دانه فلفل سیاه می باشد.این موارد در شیشه و در محلی تاریک و خنک به مدت سه هفته نگه دارشته می شوند.